# Charles DeKay
Charles Augustus DeKay (1848-1935) fue un lingüista, poeta, crítico literario y esgrimista estadounidense.  

## Biografía
Era hijo del marino George Coleman De Kay, de vida aventurera y errante por los siete mares. También era hermano de la artista Helena de Kay Gilder. Charles DeKay es fundamentalmente recordado como fundador del National Arts Club y el Fencers Club. Escribió diversos poemarios (The Bohemian, Hesperus, Love Poems of Louis Barnaval,...). Fue también crítico literario durante 18 años en el New York Times.  